# 9531 Jean-Luc
A 9531 Jean-Luc (ideiglenes jelöléssel 1981 QK) a Naprendszer kisbolygóövében található aszteroida. Edward L. G. Bowell fedezte fel 1981. augusztus 30-án.